# Phiale roburifoliata
Phiale roburifoliata är en spindelart som beskrevs av Eduardo Ladislao Holmberg 1874. 
Phiale roburifoliata ingår i släktet Phiale och familjen hoppspindlar. Inga underarter finns listade i Catalogue of Life.